# Proctophanes minor
Proctophanes minor är en skalbaggsart som beskrevs av Blackburn 1897. Proctophanes minor ingår i släktet Proctophanes och familjen Aphodiidae. Inga underarter finns listade i Catalogue of Life.